# Litava (district de Krupina)
Litava (hongrois : Litva) est un village de Slovaquie situé dans la région de Banská Bystrica.

## Histoire
La première mention écrite du village date de 1135.

## Démographie

### Évolution de la population
| Année:               | 1994. | 2004.   | 2014.   | 2024.   |
| -------------------- | ----- | ------- | ------- | ------- |
| Nombre de personnes: | 822   | 809     | 768     | 727     |
| Différence:          |       | -1,58 % | -5,06 % | -5,33 % |

| Année:               | 2023. | 2024.   |
| -------------------- | ----- | ------- |
| Nombre de personnes: | 738   | 727     |
| Différence:          |       | -1,49 % |